# Дохоян, Карен Агасиевич
Каре́н Ага́сиевич Дохоя́н (арм. Կարեն Աղասու Դոխոյան; 6 октября 1976, Ереван, Армянская ССР, СССР) — армянский футболист, защитник. Выступал за сборную Армении. С февраля 2010 года является заместителем исполнительного директора ФФА. Брат Аркадия Дохояна.

## Достижения
- «Ереван»
  - Чемпион Армении: 1997
  - Финалист Кубка Армении: 1998

- «Пюник»
  - Чемпион Армении: 2007, 2008
  - Обладатель Суперкубка Армении: 2008

- «Крылья Советов» (Самара)
  - Бронзовый призёр чемпионата России: 2004
  - Финалист Кубка России: 2004